# 料理本

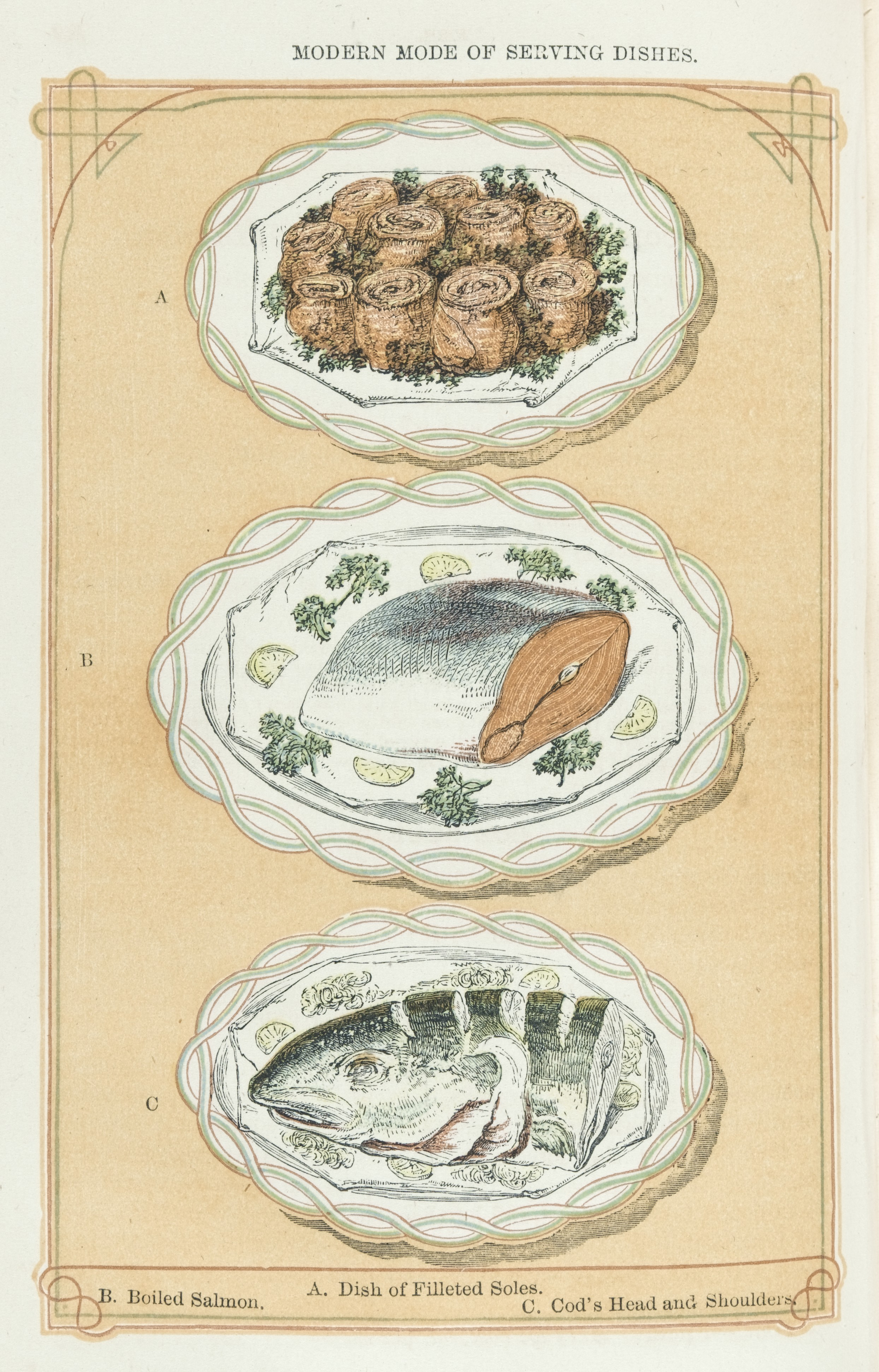
イザベラ・ビートン『ビートン夫人の家政読本』

料理本（りょうりぼん、英: cookbook）とは、調理法、レシピについて記述した書籍である。料理書とも呼ばれる。

## 歴史

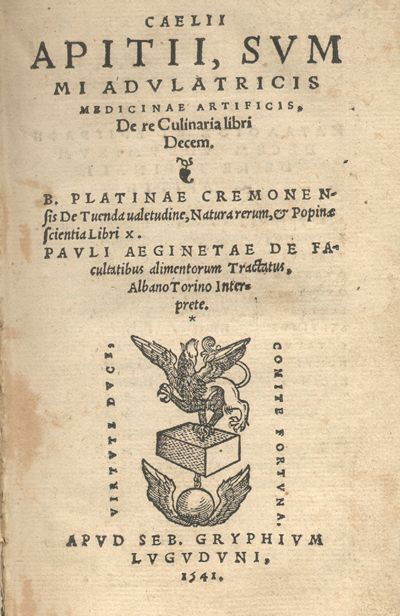
『アピキウス』

### メソポタミア・インド・ローマ
紀元前1750年頃、メソポタミアでアッカド語によって書かれた3枚の粘土板に25種のシチューを作る素材表が記載されている。現存する料理粘土板は4枚で、最も新しいものは紀元前1000年ごろのものである。料理粘土板のうち3枚はイエール大学のバビロニア・コレクションに含まれており、アッシリア学の第一人者ジャン・ボテロによって発見・翻訳され、日本語訳も刊行されている。
料理法まで記載した物は、紀元前500年ごろサンスクリット語で書かれたインド料理本『Vasavarajeyam』である。サンスクリット語では、このような料理本を「パーカシャーストラ」（Pākaśāstra、料理論典）という。
古代地中海世界では、帝政ローマ末期・4世紀末ごろにローマ料理の料理法をまとめた『アピキウスの書』が書かれた。同書が現存最古の料理本とされることもあるが、それより古い大カトーやウァロの農書や、アテナイオス『食卓の賢人たち』などにも料理の詳細な記述がある。

### 欧米
中世ヨーロッパでは、14世紀に中世料理の本が多く書かれた。例えば、フランスのタイユヴァン著『ル・ヴィアンディエ』や著者不明『Liber de Coquina』、ドイツ最古の『Das Buch von guter Speise』、イギリス最古の『The Forme of Cury』がある。
15世紀から16世紀、ルネサンス期イタリアでは、美食家の人文主義者プラティナが『真の喜びと健康について』を、料理人のスカッピが『オペラ』を書き、ルネサンス期イタリア料理を体系化した。
17世紀から19世紀、イギリスでは、ハナ・ウリーが女性による料理本執筆の草分けとなり、フランカテリが労働者階級向けイギリス料理の草分け的な料理本を書いた。エリザベス・スミス『主婦大全』やイザベラ・ビートン『ビートン夫人の家政読本』は、当時のロングセラーとなった。
フランスでは、ラ・ヴァレンヌ、カレーム、エスコフィエらがフランス料理の本を書いた。ムノンは、宮廷料理でないブルジョワ向け料理の草分け的な本『ブルジョワの女料理人』を書いた。
アメリカでは、アミーリア・シモンズ『アメリカの料理』やリディア・マライア・チャイルド『アメリカのつましい主婦』、ファニー・ファーマー『ボストン・クッキングスクール・クックブック』がロングセラーとなった。
ソ連では、人民委員のミコヤンの指導で出版された『おいしくて健康にいい食べ物の本』（1939年）がロングセラーとなった（ソビエト連邦の食事情#レシピ集）。

### アラビア
現存最古のアラビア語料理本は、10世紀ごろにイブン・サッヤール・アル＝ワッラクが編纂した『料理と食養生の書』である。中世イスラームの都市では、親戚・知人・客人の接待や、ラマダーン明けのイードにおける食事は重要とされた。中世アラブ医学には医食同源の思想があり、正しい食事（al-sahih min al-tabikh）は宮廷を中心とする人々の関心事だった。料理の種類、ハラール、食養生、もてなしについての文章はアラビア語の医学書、詩、文学書、旅行記にも多く記されている。10世紀バグダートの書籍商だったイブン・ナディームによる図書目録『フィフリスト』には、「アラブ料理書」という分類があり、10世紀には書物のカテゴリーとして料理書が確立していたことが分かる。
8世紀から11世紀にかけてはバグダード、10世紀後半から15世紀にはエジプトやシリア、13世紀にはマグリブやアンダルスを中心としてアラブ料理書が作られており、各時代の経済と文化の中心地で盛んだったことが分かる。著者や編者は、9世紀から11世紀にかけては宮廷に仕える学者、音楽家、官僚、カリフの侍医たちだった。13世紀以降になると都市の知識人であるウラマー、カーディー、詩人などが手がけるようになった。その理由は、料理書の内容が宮廷料理から各地域の都市の料理に変わった点にあると推測される。

### 東アジア

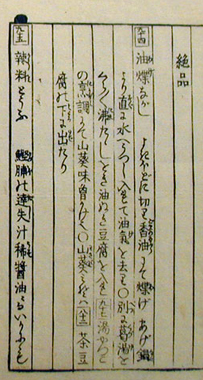
『豆腐百珍』

中国料理については、7世紀・隋代の図書目録『隋書経籍志』などに、題名に『食経』と付く料理本が多く記録されているが、ほとんどが逸書となっており現存していない。現存最古級の料理の記述は、6世紀・北魏の農書『斉民要術』や、先秦の『礼記』における天子に捧げられる食べ物、『呂氏春秋』本味編などに見られる。10世紀・宋代以降は印刷技術の発展により、『中饋録』『山家清供』『随園食単』など多くの料理本が現存する。モンゴルが中国を治めた元代には、皇帝に飲食を提供した飲膳太医の忽思慧が食養本『飲膳正要』を1330年ごろに執筆している。『飲膳正要』には、モンゴル料理やペルシア料理と推定される料理も含まれている。
韓国料理については、1670年頃に貞夫人安東張氏が『飲食知味方』として料理法を記している。
日本料理については、江戸時代に至るまで料理に関する本はあるものの、詳しい内容は秘事口伝の形で料理人の師弟間でのみ伝えられた（四条流庖丁道など）。江戸時代になると、印刷技術の発展により料理本が民衆も読めるものとなった。江戸時代の料理本に『料理物語』『豆腐百珍』『本朝食鑑』などがある。

### 現代
20世紀以降は、料理研究家や芸能人によって世界中で無数の料理本が書かれており、料理雑誌や、料理番組の書籍化も多くある。
21世紀には、クックパッドなどレシピサイトの台頭により、料理本の売上は落ちているとされる。しかし同時に、ブロガーやYoutuberによる料理本が、出版不況の中でベストセラーになってもいる。

## 医学
医食同源という言葉があるように、料理本は古代の医療と関連していた。インドの料理本の多くや、上記アラビアの『料理と食養生の書』もその一例である。
中国の歴代の料理本は、「医」を重視する本草書的な料理本と、「食」を重視する料理本の二系統に分けられる。例えば上記の『飲膳正要』は前者、『斉民要術』は後者に属する。
日本でも、陰陽五行説に基づく材料の選択や薬学の知識が考慮された。
薬の処方箋をレシピというように、古代ギリシアでは医師が食事のレシピも書いていた（古代ギリシア・ローマの食養と医療）。

## 計量

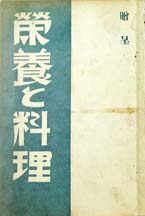
香川綾が創刊した『栄養と料理』

19世紀になるまで計量については記されていない。料理本は、料理人の記憶を補う備忘録として使われ、味付けは経験からくる匙加減で作っていたため分量を計量する記述が省かれていた。
日本では、女子栄養大学創設者の香川綾が、1948年(昭和23年)にメートル法や尺貫法が混在していた計量スプーン・計量カップに統一した規格を持ち込み、NHKの料理番組などで普及に努めた。

## 文化
大会
- 料理レシピ本大賞 in Japan
- Gourmand World Cookbook Award（ドイツ語版）

博物館・コレクション
- ドイツ料理本博物館（ドイツ語版）
- リーズ大学料理本コレクション（英語版）

関係者
- 料理人、調理師
- 料理研究家
- 食通（美食家）
- フードライター（英語版）